# Golftoerisme
Golftoerisme is een vorm van toerisme vooral beoefend door liefhebbers van de golfsport.
In veel landen wordt golf gespeeld. Bekende 'golflanden' zijn Groot-Brittannië, Canada en de Verenigde Staten. Landen waar een warm of mild klimaat heerst, zijn favoriet als bestemming voor een golfvakantie. In Europa zijn dat bijvoorbeeld (Zuid-)Frankrijk, (Zuid-)Duitsland, Spanje, Portugal en Italië. Buiten Europa zijn Florida, Zuid-Afrika en de Golfstaten geliefde bestemmingen.
Mensen boeken een speciale golfvakantie of verblijven in een hotel of appartement in de buurt van een golfbaan. Veel golfverenigingen organiseren speciale golfreizen. Soms kan men alleen spelen als men een golfvaardigheidsbewijs (GVB) bezit.

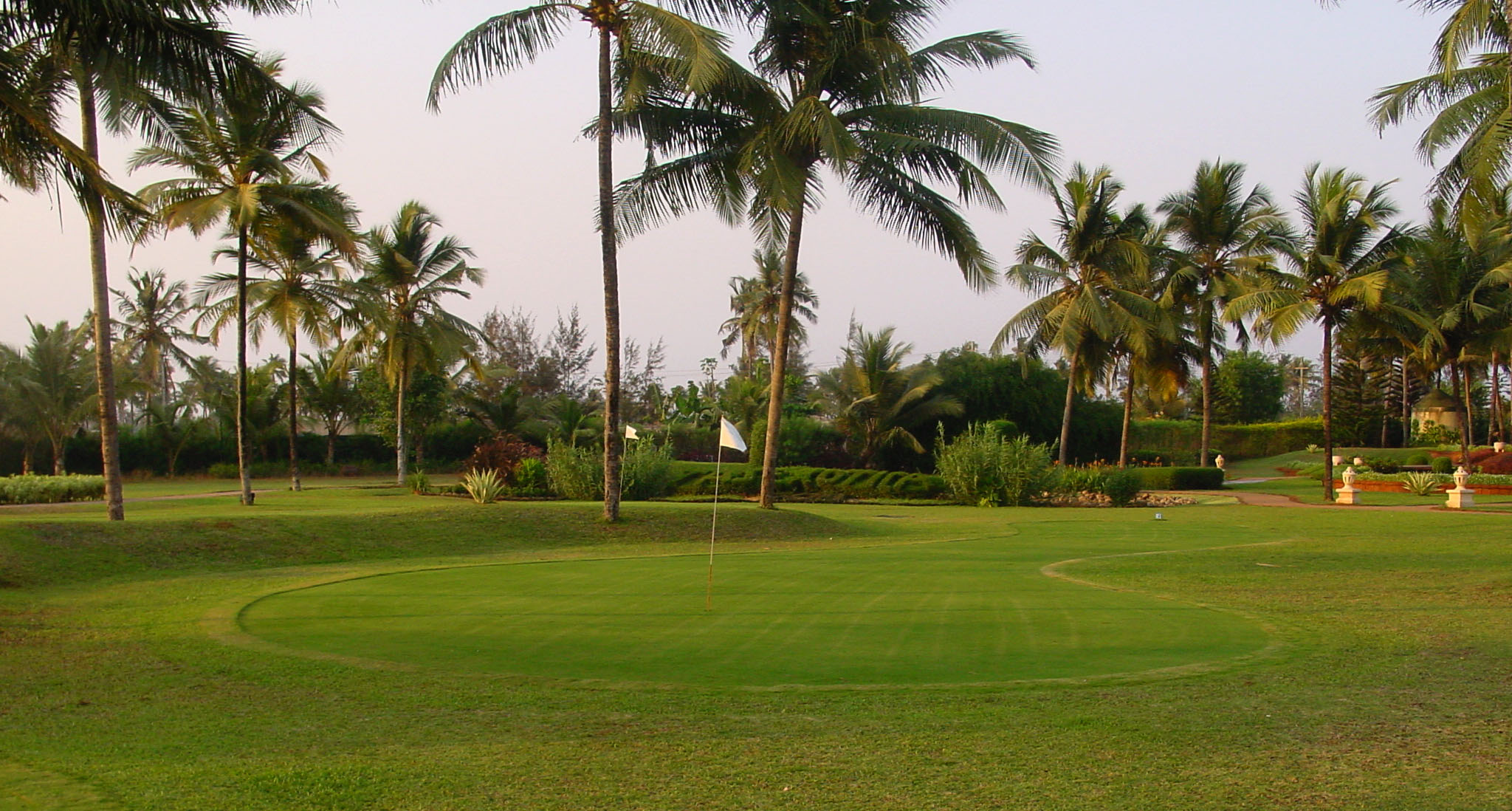
Golfbaan in Goa (India)